# Кирил Алексов
Кирил Ст. Алексов е български инженер и стопански деец.

## Биография
Роден е на 31 май 1945 г. в с.Ломница, Кюстендилски окръг. Завършва средно образование в Кюстендил. През 1964 – 1969 г. следва във ВМЕИ – София и се дипломира като машинен инженер, специалност „Двигатели с вътрешно горене“. Завършва второ висше образование във ВИИ „Карл Маркс“ – София, специалност „Икономика на машиностроенето“ (1974 – 1977).
Започва работа през 1969 г. като началник на производство в Окръжно предприятие за сложна и битова техника в Кюстендил, където работи до 1971 г. Член на БКП от 1971 г., а впоследствие и на БСП. Секретар на Окръжния съвет на научно-техническите съюзи в Кюстендил (1971 – 1977). През 1977 – 1980 г. е на работа в Маракеш, Мароко като преподавател по технология на машиностроенето. След връщането си в Кюстендил е директор на Дървопреработвателния завод „Димитър Каляшки“ (1980 – 1981) и генерален директор на Автокомбинат – Кюстендил (1981 – 1990).
Избран е за кмет на Кюстендил от листата на БСП на 3 ноември 1999 г. През мандата му се стабилизира финансовото състояние на общината. Довършени са жилищни блокове 142 и 143. Подобрява се транспортът – изграждат се кръгови движения на важни улични артерии. Открит е нов животински пазар. През 2002 г. се построява паметник на Димитър Пешев, а неговата къща е възстановена и превърната в музей. Паметникът на булаирци е преместен в центъра на града. Заема кметския пост до ноември 2003 г. През 2003 – 2007 г. е председател на Общински съвет – Кюстендил.
Кирил Алексов се самоубива на 18 октомври 2013 година в къщата си в село Лозно.